# The Coral
The Coral blev dannet tilbage i 1996, da medlemmerne var i deres tidlige teenage år. Det engelske musikblad NME hørte om bandet i 2001 og udråbte dem til 'The Best New Band' i England. The Coral debuterede i 2002 med albummet The Coral. I 2003 kom bandets 2. album Magic And Medicine, og i begyndelse af 2004 så Nightfreaks And The Sons Of Becker dagens lys. Siden fulgte deres 4. album i 2005, som bærer titlen The Invisible Invasion. Singlen "In The Morning" derfra blev dengang et pænt hit for bandet.
Det seneste album Roots & Echoes er indspillet mestendels i Noel Gallagher's (Oasis) studie i Liverpool med produceren Craig Silvey ved roret. Gallagher er en dedikeret Coral-fan og har flere gange haft bandet med som opvarmning for Oasis.
I 2008 udkom Singles Collection. Bandet har udover opsamlingen fem anmelderroste albums i bagagen, men har – på trods af relativ stor succes med singlen "In The Morning" for tre år siden – endnu det store kommercielle gennembrud til gode. 